# Panera
La pànera è un semifreddo al caffè, tipico della città di Genova.
Ideata nella metà del XIX secolo, la denominazione pànera è la contrazione in lingua genovese di panna nera, in riferimento al mutamento di colore del principale ingrediente, dovuto all'aggiunta della polvere di caffè.
La preparazione tradizionale prevede un amalgama di panna fresca, polvere di caffè arabica, zucchero e tuorli d'uova sbattuti, da portare ad ebollizione in bagnomaria. Dopo aver lasciato depositare sul fondo il caffè, il composto viene filtrato con una tela e passato nella gelatiera.
Esistono molte varianti alla pànera classica che prevedono differenze nei rapporti quantitativi tra gli ingredienti o la minimale aggiunta di varie spezie. Negli ultimi anni ha preso piede la consuetudine, dettata da ragioni dietetiche, di eliminare i tuorli d'uova dalla ricetta.
Data la difficoltà di preparazione e l'estrema deperibilità del composto, che ne limita il tempo di conservazione a pochissimi giorni, la pànera è oggi un dessert non sempre reperibile nelle pasticcerie genovesi, spesso sostituita dal gelato al caffè.

## Dolci simili
Per gusto e ingredienti, la panera è simile alla coviglia napoletana.

## Altri significati
Panera è anche la denominazione in lingua lombarda della crema di latte raccolta per affioramento. Da panera deriva la tradizionale festa milanese detta "Panerata", oltre all'appellativo di "Paneropoli", coniato dal Foscolo per definire la città meneghina.